# Оберпуркла
Оберпуркла (нем. Oberpurkla) — посёлок в Австрии в федеральной земле Штирия в ярмарочной общине Хальбенрайн политического округа Зюдостштайермарк (c 2013 года). Находится в трёх километрах к северу от государственной границы со Словенией.
Население 295 чел. (31.10.2011) Занимает площадь 4,61 км².

## История
В 1907 году в Оберпуркле образована добровольная пожарная охрана.
До конца 2012 года посёлок был в составе округа Радкерсбург.